# Eric Johnson (journalist)
Eric Johnson, född 1838, död 1919, var en svensk-amerikansk tidningsman.
Johnson var son till sektstiftaren Erik Jansson. Efter att från 1864 ha utgett en engelskspråkig tidning i Galva grundade han 1869 The Illinois Swede med delvis svensk text, snart helt försvenskad under namnet Nya Verlden. Johnson utgav tillsammans med Carl Fredrik Peterson Svenskarne i Illinois (1880).